# Tatinghem
Tatinghem är en kommun i departementet Pas-de-Calais i regionen Hauts-de-France i norra Frankrike. Kommunen ligger i kantonen Saint-Omer-Sud som tillhör arrondissementet Saint-Omer. År 2018 hade Tatinghem 1 837 invånare.

## Befolkningsutveckling
Antalet invånare i kommunen Tatinghem
| Referens: INSEE |